# Asópos
Asópos (latinsky Asopus) je v řecké mytologii bůh stejnojmenné řeky v Boiótii. Jeho otcem je Titán Ókeanos, matkou Téthys.
Asópos je otcem dvaceti dcer, z nich krásou vyniká Aigína. Zamiloval se do ní sám nejvyšší bůh Zeus, vzal na sebe podobu orla a unesl ji na ostrov Oinoné. Asópos spěchal k ostrovu, aby svou dceru zachránil a odvedl ji zpět domů. Zeus ho však zahnal blesky.
Na ostrově Aigína porodila syna Aiaka, který se stal králem ostrova. Byl králem milovaným lidmi i bohy, byl čestný, spravedlivý a ctil pravdu. Mluvilo se o něm jako o nejspravedlnějším z lidí.
Ostrov byl později pojmenován Aigína.
Některé verze uvádějí Asópa také jako otce Antiopy, matky thébských králů jménem Amfíón a Zéthos.
Asópův osud je prý tragický. Asópos dostal do sporu s vládcem bohů Diem. Hledal jej, ale nemohl vypátrat, kam se Zeus skryl. Král Sísyfos se doslechl o Asópově sporu a protože potřeboval, aby mu bůh řek vytvořil na jeho hradě pramen, lstí se dověděl, kde Zeus přebývá a oznámil mu to. Asópos začal Dia pronásledovat a to se mu stalo osudným. Zeus boha sežehl bleskem. Popálený Asópos se zřítil do řeky a řeka, jež ho přijala, přináší od těch dob ve svém proudu i kousky uhlí.